# Re del Fiume Argento
(Terry Brooks, Le Pietre Magiche di Shannara)
Il Re del Fiume Argento è un personaggio che appare in molti libri della serie di Shannara scritta da Terry Brooks.

## Storia
Il Re del Fiume Argento è uno Spirito Potente nato nel mondo di Faerie, prima delle Grandi Guerre e prima della venuta della razza dell'Uomo. È dotato di magia e la può esercitare nella sua regione del Fiume Argento. Il suo potere è molto grande e nei vari libri della saga salva gli Ohmsford dai pericoli e li istruisce su come sconfiggere le forze del male: ad esempio, nel libro La Spada di Shannara salva Shea Ohmsford dai Messaggeri del Teschio e, ne Le Pietre Magiche di Shannara salva Wil dai Demoni. Nel libro La Canzone di Shannara dona a Jair Ohmsford, in cambio delle pietre magiche, la Polvere d'Argento per purificare il Fiume Argento alla Sorgente del Cielo, una piccola sfera per sapere dove si trova sua sorella, Brin Ohmsford, con Allanon, la possibilità di cantare per una volta la canzone magica non per creare un'illusione ma per salvare sua sorella dopo aver purificato il fiume e un tocco di magia per i suoi compagni di viaggio che avranno così la possibilità di proteggerlo fino alla fine del viaggio.
Si presenta agli Ohmsford come un vecchietto con i capelli bianchi e curvo per l'età.

All'inizio del libro Gli eredi di Shannara si trova nel suo regno, il Giardino del Re del Fiume Argento e vede la distruzione che gli Ombrati stanno portando sulle Quattro Terre: 
(Terry Brooks, Il druido di Shannara)
Giunto nel centro del suo regno, il Re del Fiume Argento evoca la magia e attira a sé un albero che diventa come lo scheletro della sua creazione, gli fa assumere una forma umana mentre manda via la foglie. Poi con la terra da forma alla creatura, con i minerali vengono fatti i muscoli, con l'acqua la linfa, con delicati fiori la pelle, con la seta della criniera dell'unicorno i capelli argentei e con due perle nere gli occhi. Una colomba le dà la vita. Ella è Viridiana, la bellissima e perfetta Figlia del Re del Fiume Argento. Sua madre è la natura stessa.
Viridiana dovrà proteggere e aiutare Walker Boh durante il suo viaggio per raggiungere Eldwist, la città della pietra, dove risiede il Re della Pietra, Uhl Belk, il fratello del Re del Fiume Argento. La creatura di Faerie soffre moltissimo quando l'assassino Pe Ell uccide Viridiana, e per una sola volta nella sua esistenza conosce il dolore della mortalità.
130 anni più tardi, all'inizio degli eventi raccontati ne: La strega di Ilse, il Re del fiume Argento conobbe Bek Ohmsford e gli consegnò la magica Pietra Fenice che l'avrebbe aiutato nel suo viaggio alla volta di Parkasia.
Nel libro Jarka Ruus, la creatura di Faerie salva Penderrin Ohmsford dalle grinfie di Terek Molt e gli affida l'incarico di trovare il leggendario Tanequil, per ottenere lo Scettro Nero e salvare sua zia Grianne. Apparirà nuovamente a Bek Ohmsford mentre è vittima di una violenta febbre, nel corso della storia narrata ne La regina degli Straken e gli rivelerà che Pen si trova nel Divieto e che Il Moric si sta preparando a distruggere Arborlon.
Il Re del Fiume Argento compare anche nella recente trilogia de La genesi di Shannara, dove serve il Verbo proteggendo dai demoni il Variante recuperato dai Cavalieri del Verbo. Successivamente, alla fine del libro I figli di Armageddon, salva Falco dall'esecuzione degli uomini della fortezza di Safeco e lo porta nei suoi giardini dove gli spiega la sua missione.